# 葛氏雙鰭魷
葛氏雙鰭魷（学名：Grimalditeuthis bonplandi）为葛氏雙鰭魷科葛氏雙鰭魷屬下的一个种。